# Mogra Badshahpur
Mogra Badshahpur (ook wel Mungra Badshahpur genoemd) is een stad en gemeente in het district Jaunpur van de Indiase staat Uttar Pradesh.

## Demografie
Volgens de Indiase volkstelling van 2001 wonen er 17.747 mensen in Mogra Badshahpur, waarvan 52% mannelijk en 48% vrouwelijk is. De plaats heeft een alfabetiseringsgraad van 62%.